# Московський художній театр

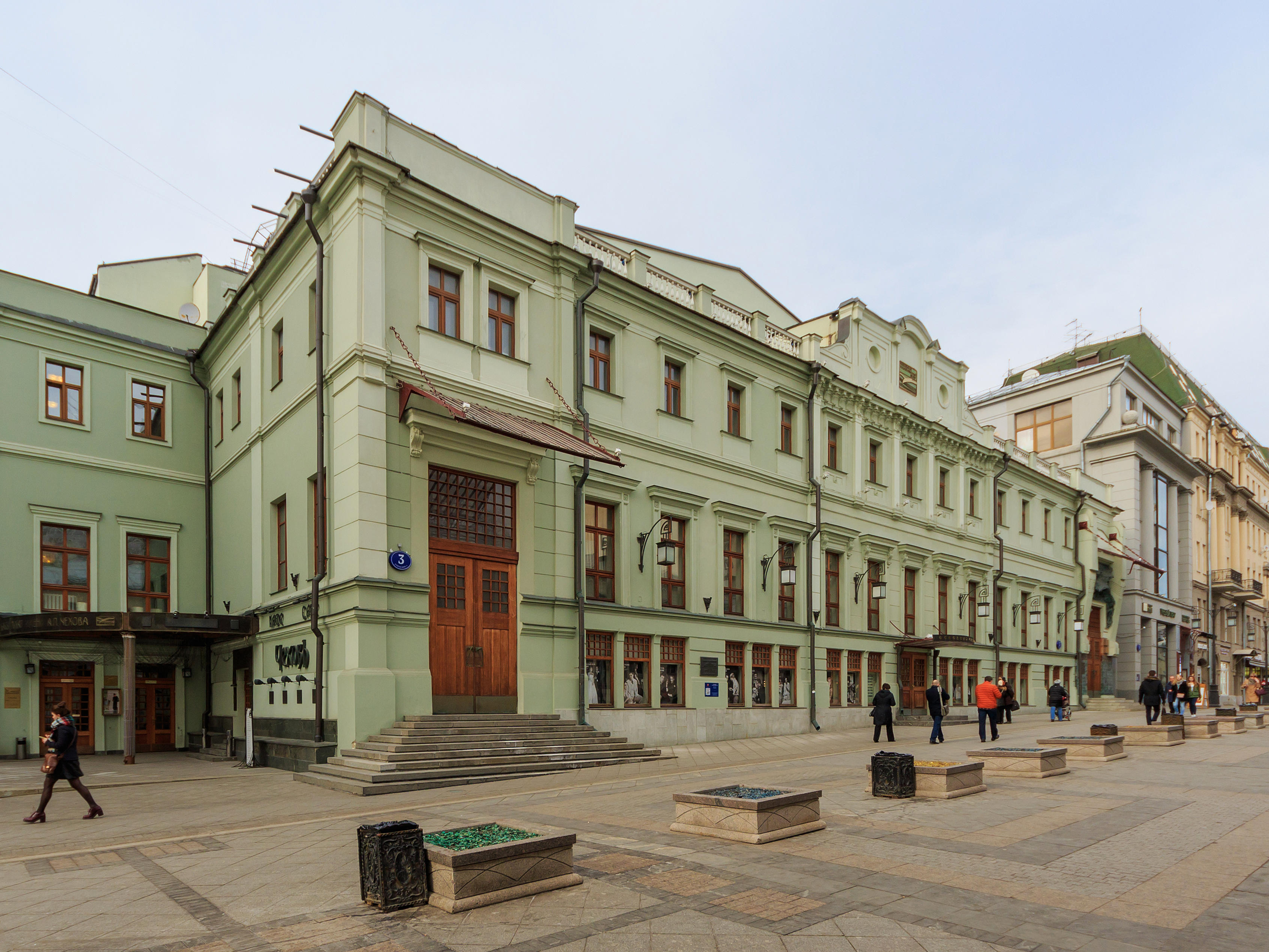
Будівля МХАТу ім. А. П. Чехова у Камергерському провулку, дім 3

Московський художній театр, часто МХАТ — драматичний театр у Москві, заснований 1898 року режисерами К. Станіславським та В. Немировичем-Данченком.
Первісно театр називався Художньо-загальнодоступний театр. З 1901 року — Московський Художній театр; з 1920 року — Московський Художній академічний театр (МХАТ); з 1932 року — МХАТ СРСР ім. М. Горького
1987 року розділився на два однойменні театри. Нині їх офіційне іменування:
- Московський Художній академічний театр імені М. Горького, скорочено — МХАТ імені М. Горького.
- Московський Художній академічний театр імені А. П. Чехова, скорочено — МХАТ імені А. П. Чехова.

У 2004 році МХАТ імені А. П. Чехова прибрав з афіші слово «академічний» і іменується Московський Художній театр імені А. П. Чехова або МХТ імені А. П. Чехова.

## Історія
Початком Художнього театру вважають зустріч його засновників Костянтина Станіславського і Володимира Немировича-Данченка у ресторані «Слов'янський базар» 19 червня 1897 року. Ім'я «Художньо-загальнодоступний» театр носив недовго. У 1901 році з назви було прибрано слово «загальнодоступний», але орієнтація на демократичного глядача залишалася одним з принципів МХТ. Основу трупи склали вихованці драматичного відділення Музично-драматичного училища Московського філармонійного товариства, де акторську майстерність викладав В. І. Немирович-Данченко та учасники вистав, поставлених К. С. Станіславським в «Товаристві любителів мистецтва і літератури».
Московський Художній театр відкрився 14 (26) жовтня 1898 прем'єрою «Цар Федір Іоаннович» Олексія Толстого. 26 січня 1901 відбулася ювілейна сота вистава. Інший твір А. Толстого — трагедія «Смерть Іонна Грозного» вперше був презентований на сцені МХТ 29 вересня 1899; Грозного грав Станіславський. Легендарна прем'єра п'єси А. П. Чехова «Чайка» в Художньому театрі відбулася 17 грудня 1898 року. Значною подією у театрі стала постановка Гамлета англійським режисером Гордоном Крегом (1911).
Перші чотири сезони (1898—1902) театр давав вистави в орендованому театрі Я. В. Щукіна «Ермітаж», саду «Ермітаж» в Каретному Ряду. Комерційна місткість зали 815 місць. Вже до третього сезону стало ясно, що театру необхідна інша будівля. Всупереч театральній практиці того часу, в МХТ до кожної прем'єри створювали нові декорації і не використовували старі. Обладнання, яке вже не містилося в театрі, цілий рік зберігалося в сараях саду «Ермітаж», де було зазнавало швидкого псування. Його треба було постійно відновлювати, від низки деталей довелося відмовитися. Тіснота, запущений стан театру, брак приміщень для репетицій і роботи майстерень вимагали переїзду в місткіший будинок із зовсім іншим сценічним устаткуванням.
Коштів на будівництво не було. Умови роботи МХТ значно відрізнялися від імператорських театрів, які не платили оренду та отримували дотацію від держави. Доля МХТ повністю залежала від можливостей меценатів і від зборів. «Загальнодоступні» ціни на квитки погрожували театру фінансовим крахом і відчутно зростали від сезону до сезону.
МХТ був заснований у вигляді товариства на паях, де вперше у театральній справі підприємство належало не трупі, а пайовикам, з яких театр представляли Станіславський і Немирович-Данченко. Іншими були запрошені московські багатії, що розділяли театральну ідею засновників. Пайовики ухвалювали рішення на загальних зборах, володіючи нерівною кількістю голосів, пропорційно фінансовому внеску. Найбільшою кількістю володів меценат Сава Морозов, який разом зі Станіславським і Немировичем-Данченком визначав всю ділову діяльність МХТ, а до 1902 повністю взяв на себе фінансування театру і турботи з оренди, реконструкції та обладнання нової будівлі.
З 1902 року театр працював у будівлі у Камергерскому провулку, 3. Театр домовласника Ліанозова перебудований на кошти Сави Морозова архітектором Федором Шехтелем за участю Івана Фоміна за три літні місяці 1902 року. Проект реконструкції виконаний безоплатно, Шехтель відмовився обговорювати питання оплати ще на стадії переговорів. Оформлення інтер'єрів, освітлення, орнаменти, ескіз завіси зі знаменитою емблемою Художнього театру — летючою над хвилями чайкою — також належить Шехтелю. Правий під'їзд театру прикрашає гіпсовий горельєф Анни Голубкіної «Хвиля». Шехтель розробив проект поворотного кола сцени, спроектував місткі підсценічні трюми, кишені для зберігання декорацій. У залі для глядачів було 1 200 місць.
З 1906 року театр неодноразово гастролював у країнах Європи, Азії, Америки. У 1920 році — був включений в число академічних театрів — МХАТ. У січні 1932 року театр отримав назву МХАТ СРСР, а у вересні театру присвоєно ім'я М. Горького. У 1933 році МХАТ передано будівлю колишнього театру Корша в Петровському провулку (пізніше — вул. Москвіна) із залом на 1047 місць, де утворилась філія МХАТ. У 1937 році МХАТ нагороджений орденом Леніна, в 1938 році орденом Трудового Червоного Прапора.
7 серпня 1938 помер Костянтин Сергійович Станіславський. При театрі з 1923 року є музей з двома філіями: Будинок-музей К. С. Станіславського і Меморіальна квартира В. І. Немировича-Данченка.
Початок німецько-радянської війни МХАТ зустрів у Мінську, куди прибув на гастролі 16 червня 1941 року. Вистави продовжувалися до 24 червня, коли в результаті масованих нальотів гітлерівської авіації впродовж дня був знищений майже весь центр міста, загинули тисячі людей. Бомбою зруйнована частина театрального будинку, загинули всі декорації та костюми. Колектив МХАТ СРСР ім М. Горького зумів самостійно вибратися з палаючого міста і повернувся до Москви 29 червня.
У жовтні 1941 року МХАТ був евакуйований до Саратова, де зайняв будинок Саратовського ТЮГу, в листопаді 1942 театр повернувся до Москви. Відповідальність за трупу на цей період покладено на М. П. Хмельова. Вл. І. Немирович-Данченко разом з групою провідних артистів МХАТ за рішенням Уряду у вересні 1941 р. евакуюється в Нальчик, а потім в Тбілісі. 25 квітня 1943 Вол. І. Немирович-Данченко помер в Москві на 85-му році життя. Художнім керівником стає М. П. Хмельов, директором — І. М. Москвін. З 1943 року існує Школа-студія ім. В. І. Немировича-Данченка.
У 1970 році головним режисером МХАТ призначений Олег Єфремов, випускник школи-студії МХАТ, засновник і головний режисер Московського театру «Современник». У 1973 році відкривається новий будинок МХАТ на Тверському бульварі, 22, з гігантською сценою висотою понад 30 метрів і залом на 1360 місць. Масштабу будівлі відповідає розмір трупи МХАТ — більше 150 осіб. З 1973 року МХАТ ім. М. Горького працює на трьох майданчиках Москви: в проїзді Художнього театру (нині Камергерскій провулок), на вул. Москвіна і в новій будівлі на Тверському бульварі.
З 1978 року історична будівля в Камергерском провулку закривається на ремонт. У 1987 році відбувається конфлікт, численна трупа МХАТ ділиться на два театри з однією назвою:
- Трупа під керівництвом Т. В. Дороніної, зберігає назву МХАТ ім. М. Горького і залишається на Тверському бульварі;
- Трупа МХАТ ім. М. Горького під керівництвом О. Н. Єфремова переїжджає у відремонтовану будівлю в Камергерском провулку. У 1989 році театр перейменовано в МХАТ ім. А. П. Чехова.